# Rußtaupilzartige
Die Rußtaupilzartigen (Capnodiales) sind eine Ordnung der Schlauchpilze. Sie treten als dunkle, rußartige Beläge auf Pflanzen auf, oft in Verbindung mit den zuckerhaltigen Ausscheidungen von Blattläusen.

## Merkmale
Die Hyphen der meisten Rußtaupilzartigen sind stark braun bis schwarz pigmentiert und bedecken Blatt- oder Stängeloberflächen in einem gewebeartigen Netzwerk bzw. Belag („Rußtau“).
Die Pilze bilden ascoloculare Fruchtkörper in Form von braunen oder schwarzen Pseudothecien. Die können flach schildförmig aber auch kugel- oder polsterartig sein und enthalten einen Loculus mit einem oder wenigen Asci. Die keulenförmigen Asci enthalten jeweils acht Ascosporen, die meistens vielzellig und braun oder farblos sind.

## Lebensweise
Die meisten europäischen sowie sehr viele tropische Arten ernähren sich vor allem saprophytisch vom Honigtau der Blatt- und Schildläuse oder Blattexsudaten. Dabei dringen sie in der Regel nicht in die Pflanzen ein, die Pflanzen werden nicht parasitiert. Ein starker Befall mit diesen Arten kann allerdings zu einer Reduktion der Photosynthese führen. Das bekannte Kellertuch (Zasmidium cellare) ernährt sich von flüchtigen Bestandteilen des Weines in Weinkellern wie Alkohol, Essigsäure und Estern und wächst dort entsprechend an den Wänden.
Eine Reihe weiterer Arten lebt parasitisch in Pflanzengeweben, indem sie Haustorien in der Blattepidermis der Pflanzen bilden. Zu diesen gehören beispielsweise die Ascochyta-Arten in verschiedenen Gräsern einschließlich Getreiden, wodurch sie als ökonomische Schädlinge auftreten. Der südamerikanische Pilz Microcyclus ulei lebt parasitisch in Kautschukpflanzen und führt dort zur Südamerikanischen Blattfallkrankheit; er ist in weiten Teilen Brasiliens der Hauptgrund dafür, dass keine Kautschukplantagen angelegt werden können.

## Systematik
Die Capnodiales umfassen nach Lumbsch und Huhndorf folgende Familien mit den Gattungen (unsichere Zuordnung mit Fragezeichen):
- Aeminiaceae mit der bisher einzigen Gattung Aeminium und der einzigen Art Aeminium ludgeri 2019 beschrieben und aus Steinen der Alten Kathedrale von Coimbra isoliert.[3]
- Antennulariellaceae
  - Achaetobotrys
  - Antennulariella
- Capnodiaceae
  - Aithaloderma ?
  - Anopeltis?
  - Callebaea?
  - Capnodaria
  - Capnodium
  - Capnophaeum?
  - Ceramoclasteropsis?
  - Echinothecium?
  - Hyaloscolecostroma?
  - Phragmocapnias
  - Polychaeton ?
  - Scoriadopsis ?
  - Scorias
- Coccodiniaceae
  - Coccodinium
  - Dennisiella
  - Limacinula
- Davidiellaceae
  - Davidiella
- Metacapnodiaceae
  - Metacapnodium
- Mycosphaerellaceae
  - Achorodothis
  - Cymadothea
    - Cymadothea trifolii

  - Euryachora
  - Gillotia
  - Melanodothis
  - Mycosphaerella
    - Mycosphaerella graminicola
    - Mycosphaerella fijiensis (auch Black Leaf Streak, Black Sigatoka[4], Schwarze Blattmasern), befällt Bananen
    - Mycosphaerella anethi befällt Fenchel
    - Mycosphaerella maculiformis befällt die Blätter von Edelkastanien
    - Mycosphaerella milleri befällt die Blätter von Sumpf-Magnolien
    - Mycosphaerella leptasca befällt den gewöhnlichen Klettenkerbel

  - Placocrea ?
  - Polysporella
  - Sphaerellothecium
  - Sphaerulina
  - Stigmidium
  - Wernerella
- Piedraiaceae
  - Piedraia

## Belege
1. ↑  F. Feldmann, J.P. Silva Jr., A.V.R. Jayaratne: Nutzung der arbuskulären Mykorrhiza in Baumschulen der Tropen am Beispiel des Kautschukbaumes Hevea spp. Mitteilungen der Biologischen Bundesanstalt 363; S. 83–92. (PDF, 1,2 MB (Memento des Originals vom 4. März 2016 im Internet Archive)  Info: Der Archivlink wurde automatisch eingesetzt und noch nicht geprüft. Bitte prüfe Original- und Archivlink gemäß Anleitung und entferne dann diesen Hinweis.)
2. ↑  H. T.Lumbsch, S. M. Huhndorf: Outline of Ascomycota - 2007.  In: Myconet Band 13, 2007, S. 1–58. (PDF, 2,8 MB) (Memento des Originals vom 13. Januar 2021 im Internet Archive)  Info: Der Archivlink wurde automatisch eingesetzt und noch nicht geprüft. Bitte prüfe Original- und Archivlink gemäß Anleitung und entferne dann diesen Hinweis.
3. ↑  João Trovão, Igor Tiago, Fabiana Soares, Diana Sofia Paiva, Nuno Mesquita, Catarina Coelho, Lídia Catarino, Francisco Gil, António Portugal: Description of Aeminiaceae fam. nov., Aeminium gen. nov. and Aeminium ludgeri sp. nov. (Capnodiales), isolated from a biodeteriorated art-piece in the Old Cathedral of Coimbra, Portugal. 2019. MycoKeys 45: 57–73. doi:10.3897/mycokeys.45.31799
4. ↑  American Phytopathological Society, Common Names of Plant Diseases, Diseases of Banana and Plantain, David R. Jones, collator (last update 10/9/97)